# Myrmecaelurus fallax
Myrmecaelurus fallax là một loài côn trùng trong họ Myrmeleontidae thuộc bộ Neuroptera. Loài này được Hölzel miêu tả năm 2002.